# Església de l'Assumpció de les Coves de Vinromà
L'Església de l'Assumpció de les Coves de Vinromà, està situada al centre de la població, al carrer dels Desemparats. És la parròquia de la població, temple catòlic que pertany al bisbat de Sogorb-Castelló. Ha estat qualificada com a Bé de Rellevància Local amb la categoria de Monument d'Interès Local.

## Història
Amb el creixement de la població al segle xviii, l'església existent, coneguda d'aleshores ençà com l'Església vella, queda obsoleta, i es decideix construir-ne una altra, en un punt de la població més adient.
En 1744 l'arquitecte covarxí Jaume Bort i Melià, testa a favor de la fàbrica de l'església, però serà al voltant de l'any 1774 quan comencen les tasques per a la construcció d'un nou temple, contractant al mestre d'obres Andreu Moreno per a realitzar els plànols, aprovats per l'Acadèmia de Sant Carles, i per a dirigir les obres. En 1777 els feligresos decideixen contribuir, per a construir la nova església, amb un quarantè de les collites, i l'infant Lluís de Borbó, comanador Major de Montesa, aporta 2100 lliures, però les males collites dels 8 anys següents obliguen a demanar ajuda als delmers, i davant la negativa d'aquests, a pledejar.
En 1785 es beneeix el temple però les obres no estan acabades, sols arriben fins a l'arrencada dels arcs i falta iniciar la construcció del campanar i de la capella de la Comunió, entre altres espais. L'obra acabada es valora en 9.258 lliures, i la que resta per fer, 20.000 lliures. L'elevat cost de les obres mou a la junta de fàbrica a insistir en la participació dels delmers. El Consell de Castella demana la participació de l'Acadèmia de Sant Ferran, la qual elegeix en 1787 a Bartolomé Ribelles Dalmau per a visurar i taxar l'obra realitzada, i dissenyar la continuació i acabament de les obres. Presentat, corregit i aprovat el projecte de Ribelles, el Consell mana la participació dels delmers.
L'obra continua sota la direcció d'Andreu Moreno però amb el traçat de Bartolomé Ribelles. En 1789 les obres efectuades tornen a discutir-se per algunes modificacions efectuades per Moreno a les traces de Ribelles, efectuades per la incompatibilitat amb l'obra ja realitzada, i amb el consentiment de l'Acadèmia de Sant Carles. L'any 1792 Pere Gonel i frai Joaquim del Nen Jesús visuren l'obra, i aquest darrer realitza un disseny propi més apropat al disseny original de Moreno, que mou a l'Acadèmia de Sant Ferran a convocar a Ribelles perquè aclareixi els dissenys, i posi remei als problemes plantejats.
La façana es finalitza l'any 1793, tal com apareix indicat en la mateixa façana. I en 1798 l'arquitecte Blas Teruel indica que l'edifici està acabat, i sols queda rematar el campanar. Mentre els altars es realitzaren ben entrat el segle xix.
La destrucció durant la guerra civil fou important, però respectà els altars neoclàssics i la decoració en relleu de l'interior.

## Arquitectura

### Estructura
El temple, seguint el model d'església columnària de planta de saló, presenta tres naus de la mateixa altura i amb quatre trams, creuer, presbiteri pla aixamfranat en corba als angles i cor alt als peus. En les naus laterals se situen capelles tipus fornícula entre els contraforts. I als costats del presbiteri dues dependències —sagristia i capella de la Comunió— permeten accedir al transagrari, voltant la capçalera del temple.

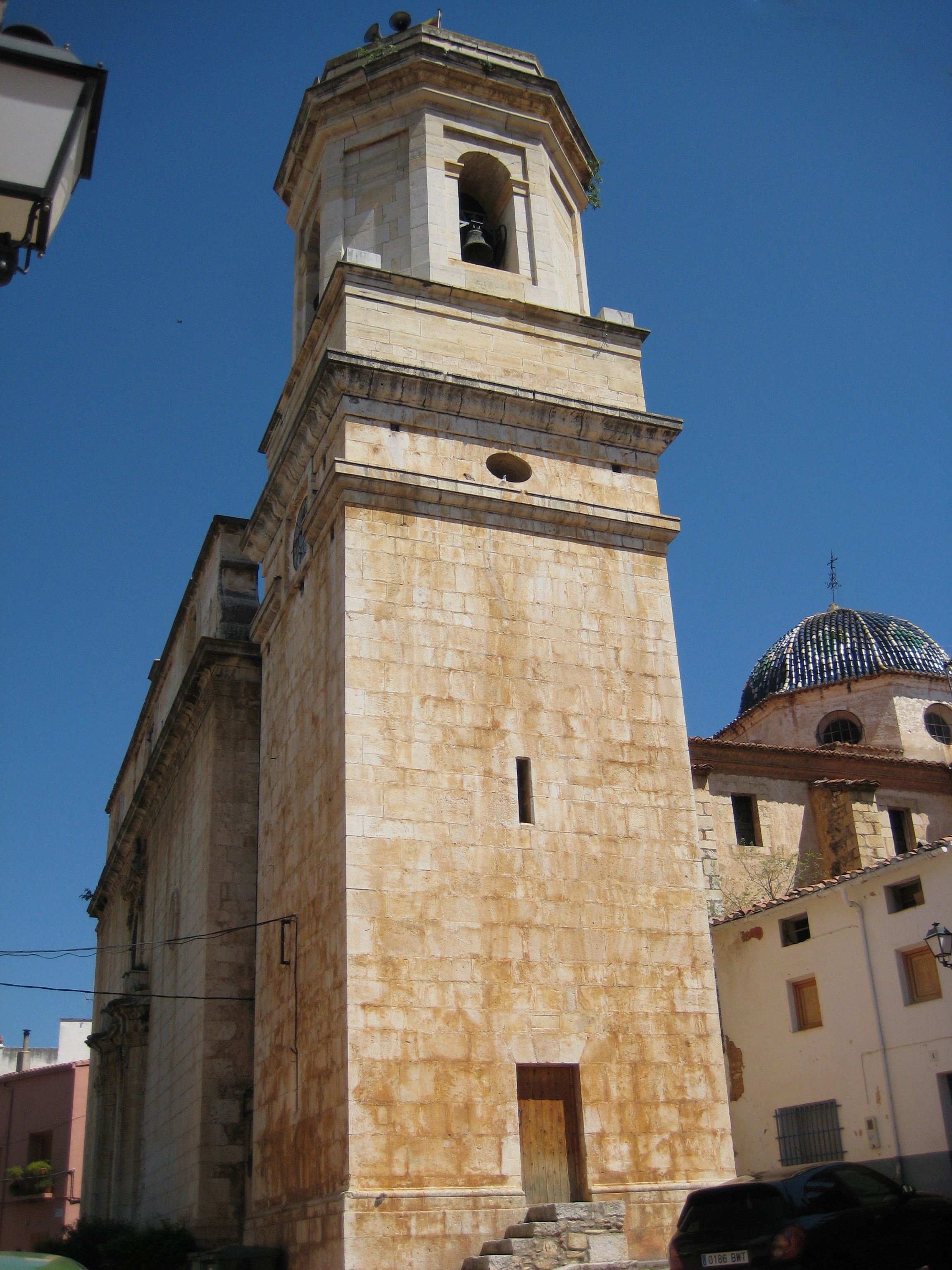
Campanar

### Façana
La façana, clarament inacabada amb un remat pla, està dividida en dos cossos per una marcada cornisa. En el centre del cos inferior es troba una porta emmarcada per un arc de mig punt, dins d'un conjunt de pilastres i retropilastres corínties, acompanyades a l'exterior per decoració de rocalles i angelets. En el segon cos de la portada, una fornícula apilastrada coronada per un frontó conté la imatge de la Mare de Déu, i als extrems, dos pedestals buits.
El cos superior de la façana, de disseny rectangular, té en el centre un rectangle amb un relleu que representa la coronació de la Mare de Déu, i als costats, dos òculs amb relleu en l'interior.

### Interior
La coberta de la nau central és de volta de canó amb llunetes, i les laterals amb volta bufada. Sobre el creuer s'alça una cúpula decorada amb casetons sobre un tambor octagonal amb ulls de bou a cada cara, sense llanternó.
Els pilars de secció quadrada i les pilastres dels murs estan coronats per decoració jònica amb garlandes, i per damunt un fris bombat, que serveixen per sostenir un entaulament que recorre tot el perímetre del temple, i que separa el pilar de l'arc.

### Campanar
Torre de dos cossos, el primer i més llarg, de planta quadrada, massís excepte l'escala i la sala del rellotge, i el segon, el cos de les campanes, de planta octagonal, amb obertures de mig punt sols en quatre cares.

## Tresor parroquial
L'església, que va perdre molts objectes artístics durant la guerra civil, encara conserva una important col·lecció de peces d'orfebreria (creu processional, encensers, canelobres, calzes, portapaus, plats d'almoina, petxina de batejar, sacra) i ornaments litúrgics (casulles, capes pluvials, dalmàtiques), entre els quals destaquen:
- Creu processional gòtica de finals del segle xv, de plata sobredaurada, amb contrast de València.
- Reliquiari del segle xv, de plata sobredaurada.
- Portapau del segle xvi.
- Capes i casulles de vellut amb tires brodades, teixides entre 1590 i 1615, menys una de la segona meitat del segle xvi.